# Bergkirche Rodaun

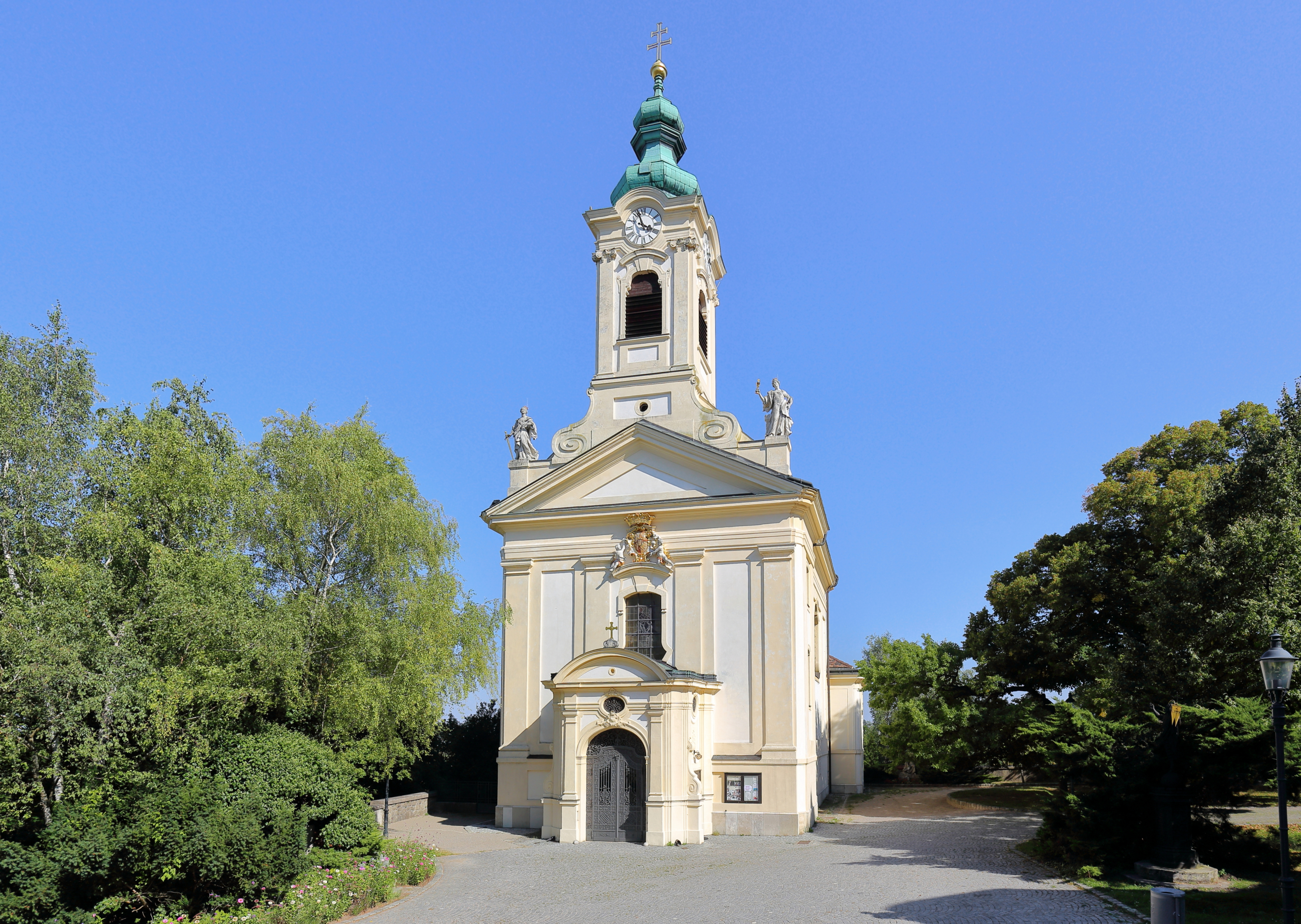
Bergkirche Rodaun

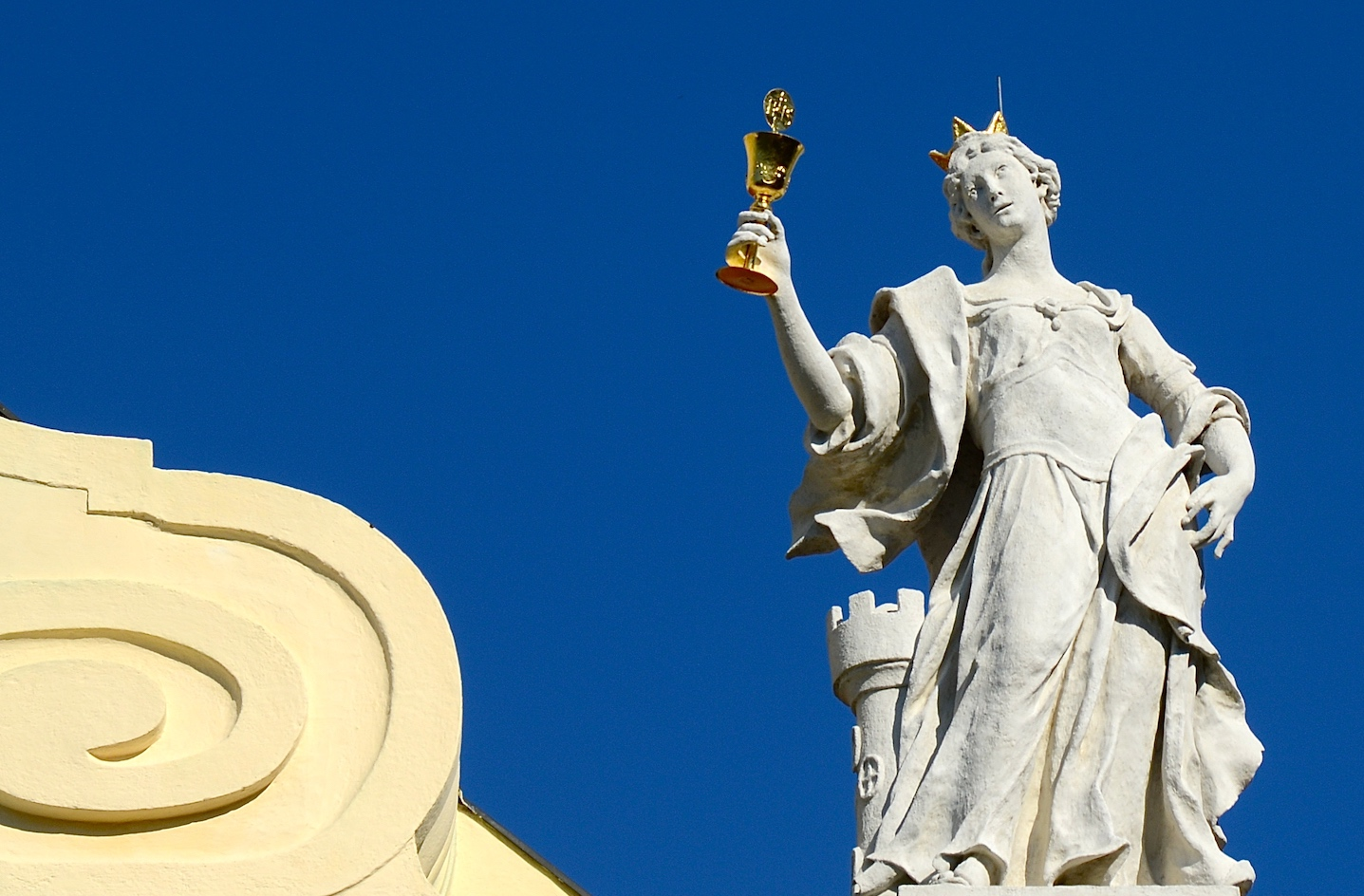
Skulptur der heiligen Barbara auf dem Dach neben dem Turmansatz

Die Bergkirche Rodaun ist eine barocke römisch-katholische Kirche im Stadtteil Rodaun im 23. Wiener Gemeindebezirk Liesing. Sie liegt auf 267 m ü. A. auf einer Anhöhe über dem Tal des Liesingbachs und ist dem heiligen Johannes dem Täufer geweiht.

## Geschichte
1683 wurde die alte Rodauner Kirche bei der Zweiten Wiener Türkenbelagerung zerstört und bald darauf in bescheidener Form wiedererrichtet. An deren Stelle wurde die heutige Bergkirche in den Jahren 1739 bis 1745 erbaut und am 23. Juni 1745 geweiht. Die Stifterin der Kirche war die damalige Besitzerin der Herrschaft Rodaun, Eleonore von Sauberskirchen, verwitwete Rödderstahl. Durch die Stiftung erfüllte sie eine testamentarische Verfügung ihrer Mutter. Die Kirche ist ein Werk des Wiener Baumeisters Johann Enzenhofer. Der barocke Zentralbau in unmittelbarer Nähe zum Schloss Rodaun besitzt einen 35 Meter hohen Kirchturm. 1783 wurde Rodaun im Zuge der josephinischen Reformen eine eigenständige Pfarre – zuvor war Rodaun von der Pfarre im südlich gelegenen Perchtoldsdorf verwaltet worden. 1905 wurde nach einem Entwurf des Architekten Richard Merz der Vorbau errichtet und die Turmfassade beziehungsweise der Turmaufbau verändert.
Die Luftangriffe auf Wien im Zweiten Weltkrieg überstand die Bergkirche unbeschadet. 1954 wurde die heutige Pfarrkirche Rodaun geweiht, die 1964 die Bergkirche als Pfarrkirche von Rodaun ablöste.

## Künstlerische Ausgestaltung
Die Wappenkartusche über dem Vorbau zeigt das Wappen des Burgherrn Philipp Ritter von Rödderstahl († 1736). Die beiden großen Steinfiguren auf dem Dach neben dem Turmansatz stellen die heilige Katharina (links) und die heilige Barbara (rechts) dar.

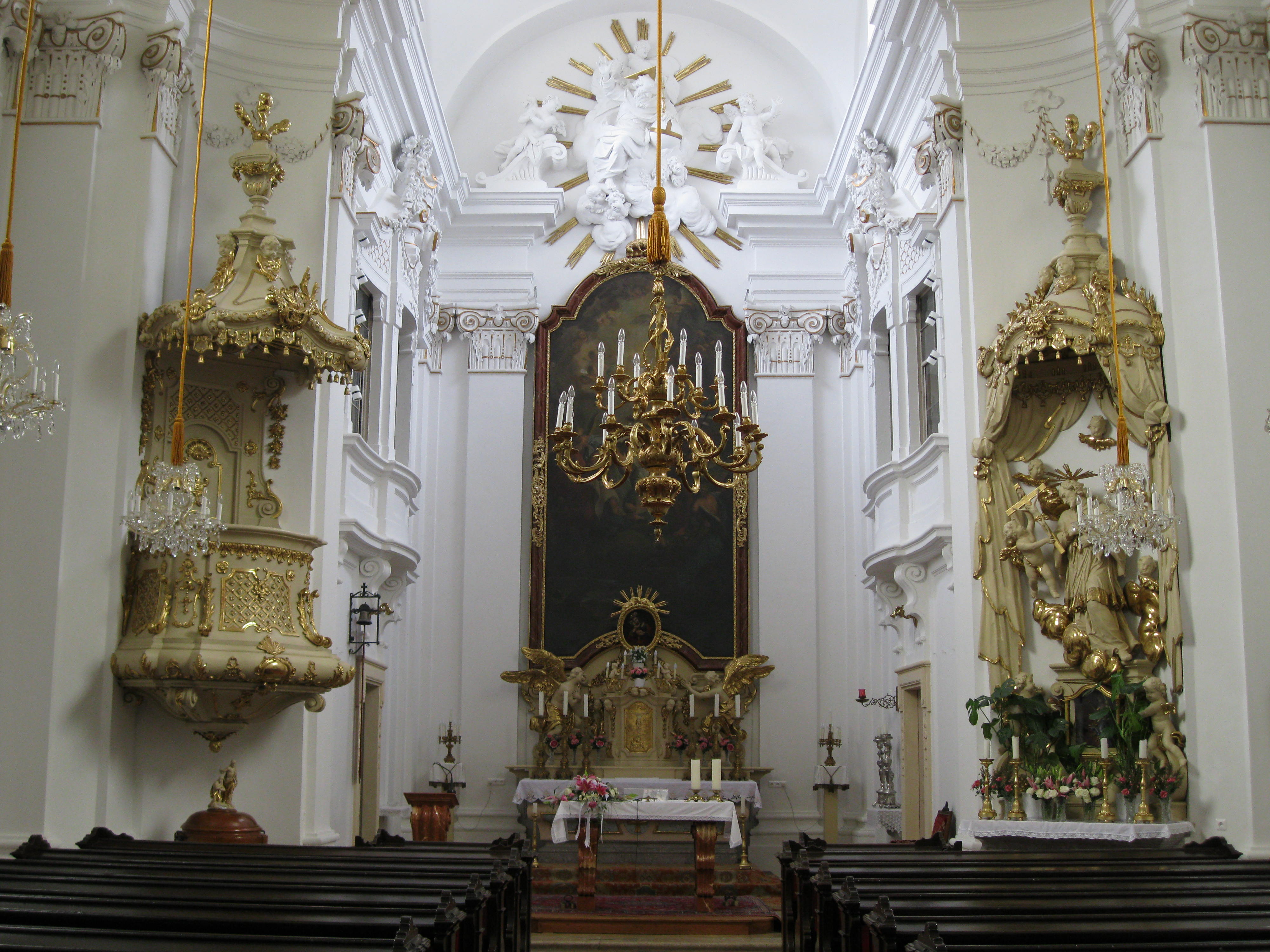
Innenraum der Bergkirche Rodaun

Die barocke Ausstattung ist weitgehend erhalten. Das Bild am Hochaltar mit der Darstellung der Taufe Jesu sowie die beiden Seitenaltarbilder mit der Heiligen Familie und mit Joachim, Anna und Maria wurden vom Südtiroler Maler Michelangelo Unterberger geschaffen.

## Orgel

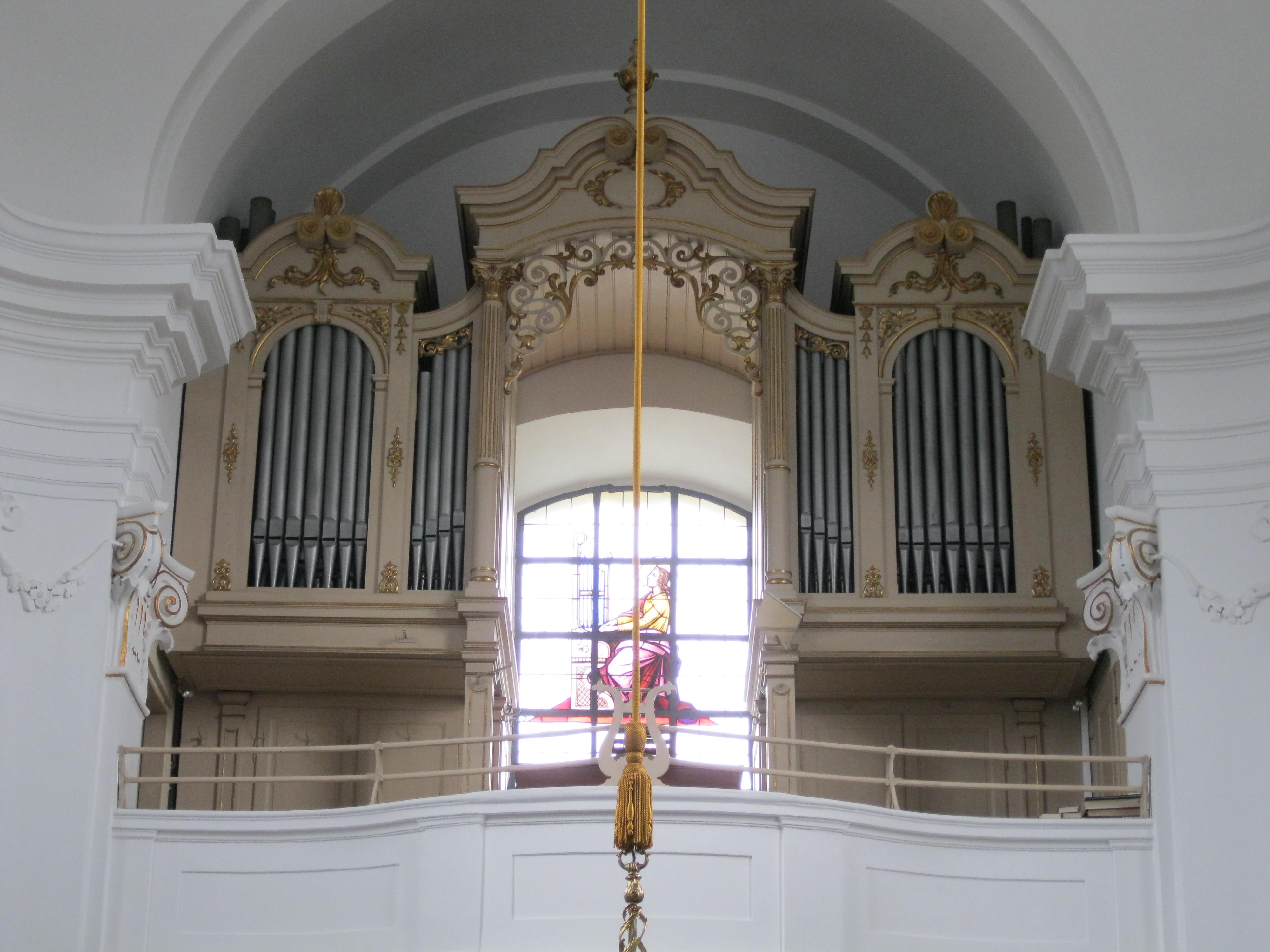
Zweiteiliges Orgelprospekt

Die Orgel mit neobarockem Gehäuse wurde in den Jahren 1905/1906 von dem Orgelbauer Johann M. Kauffmann aus Wien erbaut. Das Kegelladen-Instrument verfügt über zwölf Register auf zwei Manualen und Pedal. Die Spieltrakturen sind mechanisch, die Registertrakturen pneumatisch.
| I Hauptwerk C–f3 |                |       |
| 1.               | Bourdon        | 16′   |
| 2.               | Principal      | 8′    |
| 3.               | Viola di Gamba | 8′    |
| 4.               | Octav          | 4′    |
| 5.               | Mixtur III     | 2 ⁄3′ |

| II Brustwerk C–f3 |                   |    |
| 6.                | Geigend Principal | 8′ |
| 7.                | Lieblich Gedeckt  | 8′ |
| 8.                | Aeoline           | 8′ |
| 9.                | Gemshorn          | 4′ |

| Pedalwerk C–d1 |             |     |
| 10.            | Subbass     | 16′ |
| 11.            | ViolonCello | 8′  |
| 12.            | Octavbass   | 8′  |

- Koppeln: II/I,  I/P, II/P
- Spielhilfen: Kollektivtritte (p, f, tutti), Auslöser